# Ostrý Grúň
Ostrý Grúň este o comună slovacă, aflată în districtul Žarnovica din regiunea Banská Bystrica. Localitatea se află la altitudinea de 450 m deasupra n.m., se întinde pe o suprafață de 16,71 km2 și în 2017 număra 499 de locuitori.

## Demografie
| An:                | 1994 | 2004 | 2014    | 2024    |
| ------------------ | ---- | ---- | ------- | ------- |
| Număr de persoane: | 590  | 590  | 483     | 546     |
| Diferență:         |      | +0%  | −18,13% | +13,04% |

| An:                | 2023 | 2024   |
| ------------------ | ---- | ------ |
| Număr de persoane: | 545  | 546    |
| Diferență:         |      | +0,18% |